# Vallefiorita
Vallefiorita là một đô thị (tiếng Ý: comune) thuộc tỉnh Catanzaro trong vùng Calabria của nước Ý. Đô thị này có diện tích 13,83 km2, dân số cuối tháng 2 năm 2007 là 2801 người. 
Đô thị này giáp ranh với Amaroni, Cenadi, Centrache, Cortale, Girifalco, Olivadi, Palermiti và Squillace.